# The Fall (álbum de Gorillaz)
The Fall es el cuarto álbum de estudio de la banda virtual Gorillaz, lanzado al mercado el 20 de diciembre de 2010 por Parlophone. El álbum contiene con el estilo más electrónico y más oscuro. más tarde se lanzado el 25 de diciembre de 2010 como una descarga digital gratis en el sitio web de Gorillaz, exclusivamente para el "club de fans" de la banda, Sub-divsion. El álbum entero fue grabado y editado en el IPad del fundador del grupo, Damon Albarn, durante la etapa estadounidense de la gira "Escape To Plastic Beach" en octubre de 2010. El vídeo musical de Phoner to Arizona, una recopilación de material de archivo e imágenes tomados de la gira y la etapa, fue publicado en YouTube el 22 de diciembre de 2010. Gorillaz confirmó la versión física para el 18 de abril de 2011; y dos singles para el 14 de marzo, los cuales son Revolving Doors y Amarillo.

## Recepción
El álbum es calificado con críticas regulares, sobre todo por sus cambios de rock alternativo y electrónica en algunas canciones como HillBilly Man.

### Recepción de canciones
- Phoner To Arizona: Una canción instrumental, un poco extraña y que da bastante bien la bienvenida al disco, Stuart "2-D" Pot, el cantante virtual de la banda, describe a esta canción como un viaje en tren que nunca llega a su estación. Fue grabada el 3 de octubre de 2010 en Montreal, Canadá.

- Revolving Doors: Una canción con un buen ritmo, que hace parte del único sencillo del álbum; relata bastante bien la depresión de 2-D. Cuando 2-D habla de esta canción la describe como: "una canción inspirada en puertas giratorias que vio en Londres, y la metáfora de que si entrabas en ellas y las seguías ibas a parar en la misma parte". Fue grabado el 5 de octubre de 2010 en Boston; Estados Unidos.

- HillBilly Man: Una canción que comienza con la estructura de la anterior; una guitarra acústica y la voz de 2D/Damon Albarn, pero después entra un sonido electrónico que desmorona el estilo relajado de la canción; sin embargo, sigue siendo una canción bastante pegadiza. Fue grabada el 10 y 11 de octubre en New Jersey y Virginia; Estados Unidos.

- Detroit: Una canción de 2 minutos, con estilo alegre y electrónico, de las pocas canciones alegres que se pueden encontrar en el álbum, ya que la mayoría son de tono melancólico. Fue grabada el 13 de octubre en Detroit; Estados Unidos.

- Shy-town: Como su nombre lo indica, la canción es un poco "tímida" (Shy) en mostrarse por completo. Comienza con un tono electrónico que le sigue a la anterior; sin embargo, al desvanecerse el sonido de la anterior. Lo que "la salva" de su "timidez" un poco es la letra de 2D/Albarn y los coros que atrás lo acompañan. Empieza con el "enlazamiento" de canciones del álbum. Fue grabada el 15 de octubre en Chicago; Estados Unidos.

- Little Pink Plastic Bags: Una canción en la que se desvanece el sonido "tímido" de "Shy-Town". Al principio, "Little Pink Plastic Bags" empieza con el mismo sonido "tímido" de la anterior; sin embargo, cuando entra el coro múltiple de 2D/Albarn se "alegra" un poco el estilo de la canción. Fue grabada el 16 de octubre en Chicago, Estados Unidos.

- The Joplin Spider: Una canción que desvanece el sonido de la anterior, comienza con una conversación de Darren "Smogy" Evans, luego empieza un sonido electrónico estridente, que "daña" un poco la "paz" que se estaba sintiendo con las canciones anteriores; para luego resucitar la canción con la voz de 2D/Albarn, y luego salir para ya dejar el umbral de la canción y desvanecerse en otra conversación y "Cowboy Town". Fue grabada el 18 de octubre en Joplin; Estados Unidos.

- The Parish Of Space Dust: Comienza con un extracto de "Cowboy Town", para empezar un sonido electrónico y coros que dan la bienvenida a 2D/Albarn con una línea tan reconfortante como: "Texas, Can You hear me?" (¿Texas, me oyes?). Tras varias líneas se da final a la canción y empezar con el ruido característico de "The Snake In Dallas". Fue grabada el 19 de octubre en Houston, Estados Unidos.

- The Snake In Dallas: Termina con el "enlace" de canciones que había empezado en Detroit, con un ruido que da ganas de pasar a la siguiente canción, pero tras varios segundos empieza un coro de trompetas que dan al umbral de la canción. Otra canción instrumental y completamente electrónica. Fue grabada el 20 de octubre en Dallas; Estados Unidos.

- Amarillo: Empieza con el sonido característico de un tren y música de los 50 para dar a una balada electrónica donde 2D/Albarn pide a gritos un poco de amor, como se puede observar en el coro: "The sun has come to save me. Put a little love into my... Lonely Soul" (El sol vino a salvarme. Pon algo de amor en mi... Alma Solitaria). Fue grabada el 23 de octubre en Amarillo, Texas; Estados Unidos.

- The Speak It Mountains: Comienza con lo que parecen ser unas voces electrónicas, seguido de un sonido electrónico, bastante extraño, que da a un conteo de números de estas voces hasta el 7; la canción más extraña que se puede encontrar en el álbum. Las voces fueron grabadas el 24 de octubre en Denver; Estados Unidos. Los sonidos extra fueron grabados el 25 de octubre en Santa Fe; Estados Unidos por Mike Smith.

- Aspen Forest: Comienza con un sonido de naturaleza que sin duda da "paz interior" y un sonido de xilófono electrónico que acompaña la brisa. Al llegar al coro un piano se une y comienza a tocar unas notas que son bastante pegajosas, y al final se une un qanun. Fue grabada el 25 de octubre en Santa Fe; Estados Unidos y remasterizada el 3 de noviembre en Vancouver; Canadá. El qanun fue tocado por James R. Grippo.

- Bobby In Phoenix: Una canción que comienza con una guitarra acústica tocada por Bobby Womack, apoyado por varios sintetizadores e instrumentos de cuerda y la última actuación del ya mencionado como cantante para canciones de Gorillaz. Para al final; desvanecerse en las grabaciones hechas en la estación de ferrocarril de un viaje en tren. Fue grabada el 26 de octubre en Phoenix; Estados Unidos.

- California and the Slipping of The Sun: Una canción que desvanece a "Bobby In Phoenix", con un aviso de un viaje en tren de Los Ángeles, y la voz de 2D/Damon, que ya prácticamente se había dejado de escuchar en el álbum, desde 4 canciones antes, en "Amarillo". Después, llegan las conversaciones de Darren "Smoggy" Evans, Mick Jones, Jamie Hewlett y Tanyel Vahdettin, apoyados por sintetizadores y un beat electrónico en el cual se desvanece la canción. Fue grabado el 30 de octubre en Oakland; Estados Unidos.

- Seattle Yodel: Una "canción" bastante experimental que trata de ser un "Outro". Fue grabado el 2 de noviembre en Seattle; Estados Unidos, en un Yodelling Pickle, que fue creado por Archie McPhee.

## Lista de canciones
| N.º   | Título                                   | Duración |  |
| 1.    | «Phoner To Arizona»                      | 4:14     |  |
| 2.    | «Revolving Doors»                        | 3:26     |  |
| 3.    | «Hillbilly Man»                          | 3:50     |  |
| 4.    | «Detroit»                                | 2:03     |  |
| 5.    | «Shy-town»                               | 2:54     |  |
| 6.    | «Little Pink Plastic Bags»               | 3:09     |  |
| 7.    | «The Joplin Spider»                      | 3:22     |  |
| 8.    | «The Parish Of Space Dust»               | 2:25     |  |
| 9.    | «The Snake In Dallas»                    | 2:11     |  |
| 10.   | «Amarillo»                               | 3:24     |  |
| 11.   | «The Speak It Mountains»                 | 2:14     |  |
| 12.   | «Aspen Forest»                           | 2:50     |  |
| 13.   | «Bobby In Phoenix» ((Con Bobby Womack))  | 3:16     |  |
| 14.   | «California And The Slipping Of The Sun» | 3:24     |  |
| 15.   | «Seattle Yodel»                          | 0:38     |  |
| 16.   | «Phoner To Arizona» (video)              | 4:40     |  |
| 47:56 |                                          |          |  |

## Créditos
- Aplicaciones de iPad usadas: Speak It!, Text to Speech, SoundyThingie, Mugician, Sylo Synthesiser y Sylo Synthesiser Pro, Synth, FunkBox Drum Machine, gliss, AmpliTube for iPad, XENON Groove Synthesizer, KORG iELECTRIBE, bs-16i, Mellotronics M3000 for iPad, Cleartune – Chromatic Tuner, iORGEL HD, olsynth, StudioMini XL Recording Studio, Bassline, Harmonizer, Dub Siren Pro y Mog Filtatron.

- Diseño: Jamie Hewlett y Zombie Flesh Eaters.
- Créditos de Fotografía: Jamie Hewlett, Seb Monk, Mike Smith, Oswald Lee Henderson.
- Producido por: Gorillaz y Steven Sedgwick.
- Grabado y Re-Masterizado por: Gorillaz y Steven Sedgwick, excepto "The Speak It Mountains", con ayuda de Mike Smith.
- Mezcla por: Steven Sedgwick en el Estudio 13 y Geoff Pesche en Abbey Road Studios.
- Escrito por: Gorillaz, excepto "Bobby In Phoenix", con ayuda de Bobby Womack.
- Publicado por: Chrysalis Music Ltd.

- Créditos del Video de "Phoner To Arizona": Dirigido Por: Jamie Hewlett

Co-Dirigido y editado por: Seb Monk.
Fotografía extra: Mike Smith y Oswald Lee Henderson.